# 福田円
福田 円（ふくだ まどか、1980年5月2日 - ）は、日本の政治学者。法政大学法学部教授。専門は東アジア国際政治史、現代中国・台湾論。

## 略歴
福岡県出身。国際基督教大学教養学部卒業。慶應義塾大学大学院政策・メディア研究科博士課程修了。
国士館大学准教授、法政大学法学部准教授などを経て、2017年より現職。

## 学歴
- 2003年3月　国際基督教大学教養学部国際関係学科 卒業
- 2005年3月　慶應義塾大学大学院政策・メディア研究科修士課程 修了
- 2005年9月 - 2007年9月　中華民国教育部台湾奨学生として国立政治大学（台湾）留学
- 2008年3月　慶應義塾大学大学院政策・メディア研究科後期博士課程 単位取得退学
- 2011年4月　博士号取得[1]

## 職歴
- 2008年4月 - 2009年3月　東海大学教養学部国際関係学科 非常勤講師
- 2009年4月 - 2012年3月　国士舘大学21世紀アジア学部 専任講師
- 2010年4月 - 2011年3月　法政大学大学院政治学研究科 兼任講師
- 2012年4月 - 2013年3月　国士舘大学21世紀アジア学部 准教授
- 2013年4月 - 2017年3月　法政大学法学部国際政治学科 准教授
- 2017年4月 -　法政大学法学部国際政治学科 教授

## 受賞
- 2011年11月　日本国際政治学会　第4回学会奨励賞
- 2013年11月　第25回アジア・太平洋賞特別賞[2]
- 2024年11月　中曽根康弘賞奨励賞[3]

## 著書

### 単著
- 『中国外交と台湾』（慶應義塾大学出版会、2013年）

### 編著
- 添谷芳秀編著『現代中国外交の六十年』（慶應義塾大学出版会、2011年）
- 高原明生・服部龍二編『日中関係史1972-2012 政治』（東京大学出版会、2012年）
- 松田康博・蔡増家主編『台湾民主化下的両岸関係與台日関係』（国立政治大学当代日本研究中心、2013年）
- 三浦まり・衛藤幹子編著『ジェンダー・クオーター世界の女性議員はなぜ増えたのか』（明石書店、2014年）
- 姚百慧主編『冷戦史研究ー档案資源導論』（世界知識出版社、2015年）
- 細谷雄一編『戦後アジア・ヨーロッパ関係史ー冷戦・脱植民地化・地域主義』（慶應義塾大学出版会、2015年）